# Olympique Moustakbel Sahel El Djazair
L'Olympique Moustakbel Sahel El Djazair (en arabe : ألمبيك مستقبل الساحل الجزائري), plus couramment abrégé en OM Sahel El Djazair ou plus simplement en OMSE, est un club algérien de football fondé en 1944 et basé dans la commune de Bologhine (ex-Saint-Eugène), dans la proche banlieue d'Alger, la capitale du pays.

## Histoire

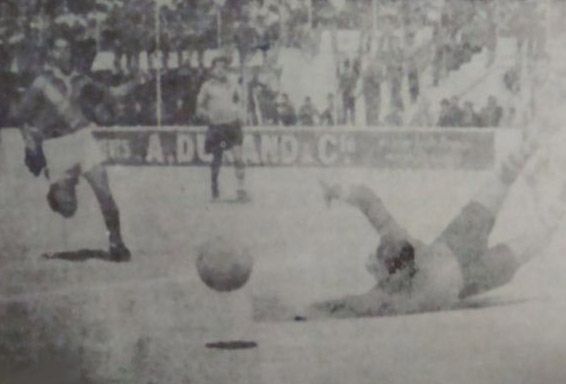
OMSE 4-1 JSK, 11 Mars 1956

L'Olympique Musulmane de Saint-Eugène était le second plus important de la commune après l'AS Saint-Eugène, l'un des clubs les plus importants à l'époque de l'Algérie française. 
Il a été créé pour permettre à des joueurs musulmans qui n'avaient pas la chance de s’exprimer au sein des équipes coloniales. De futurs internationaux de l'équipe de France y font leurs débuts, dont le plus célèbre est Mustapha Zitouni. D'autres joueurs connaîtrons une carrière professionnelle en France et rejoindront l'équipe du FLN comme Mohamed Maouche ou encore Dahmane Defnoun.
Il prend part aux compétitions de la Ligue d'Alger sans jamais atteindre la division d'honneur, cependant en 1950, il participe à la Coupe d'Afrique du Nord, il est éliminé au 1er tour par l'USA Casablanca.
Le club arrêtera sa participation aux compétitions à l'appel du FLN en 1956. Cette année-là, l'OMSE battra la JS Kabylie sur le score de 4-1 en match retour du championnat de promotion d'honneur 55-56, même si les deux clubs terminent derniers.
À l'indépendance, le club participe au critérium d'honneur 1962/1963 pour la zone d'Alger et termine premier du groupe III, ce qui lui permet de disputer la première saison de la division d'honneur (D1) lors de la saison 1963/1964, terminant à la 13e place du groupe d'Alger. La saison suivante, il évoluera au second palier, puis sera versé toujours en division d'Honneur, devenue la troisième division.
S'il disparait du haut niveau en championnat, il réussit plusieurs bonnes campagnes en Coupe d'Algérie, atteignant les 1/4 de finale en 1967, défait par la JSM Skikda, puis les 1/8e l'année suivante, tombant face à l'USM Annaba.
Durant les années 1970, le club est pris en charge par le port d'Alger et prend le nom d'Olympique Bologhine Port Autonome (OPBA), puis dans les années 1980 celui de Nadhi Riadhi Chabibet Bologine (NRCB).

## Parcours

### Classement en championnat par année
- 1962-63 : D1, Cr. d'Honneur Centre Gr III, 1er
- 1963-64 : D1, DH Centre, 13e
- 1964-65 : D2, DH Centre, 9e
- 1965-66 : D2, DH Centre, 8e
- 1966-67 : D3, DH Centre, 9e
- 1967-68 : D3, DH Centre, 11e
- 1968-69 : D3, DH Centre, ?e
- 1969-70 : D3, DH Centre, ?e
- 1970-71 : D3, DH Centre, ?e
- 1971-72 : D3, DH Centre, ?e
- 1972-73 : D3, DH Centre, ?e
- 1973-74 : D3, DH Centre, ?e
- 1974-75 : D4, PH Centre, ?e
- 1975-76 : D4, PH Centre, ?e
- 1976-77 : D4, PH Centre, ?e
- 1977-78 : D4, PH Centre, ?e
- 1978-79 : D4, PH Centre, ?e
- 1979-80 : D4, PH Centre, ?e
- 1980-81 : D4, PH Centre, ?e
- 1981-82 : D4, PH Centre, ?e
- 1982-83 : D3, DH Centre, 3e
- 1983-84 : D3, DH Centre, ?e
- 1984-85 : D4, PH Centre, ?e
- 1985-86 : D?, ?e
- 1986-87 : D?, ?e
- 1987-88 : D?, ?e
- 1988-89 : D?, ?e
- 1989-90 : D?, ?e
- 1990-91 : D?, ?e
- 1991-92 : D?, ?e
- 1992-93 : D?, ?e
- 1993-94 : D?, ?e
- 1994-95 : D?, ?e
- 1995-96 : D?, ?e
- 1996-97 : D?, ?e
- 1997-98 : D?, ?e
- 1998-99 : D?, ?e
- 1999-00 : D?, ?e
- 2000-01 : D?, ?e
- 2001-02 : D?, ?e
- 2002-03 : D?, ?e
- 2003-04 : D?, ?e
- 2004-05 : D?, ?e
- 2005-06 : D6, Honneur, Alger Gr 2, 13e
- 2006-07 : D6, Honneur, Alger Gr 2, 12e
- 2007-08 : D6, Honneur, Alger Gr 3, 1er
- 2008-09 : D7, Pré-Honneur, Alger Gr 2, ?e
- 2009-10 : D8, Pré-Honneur, Alger Gr 3, 11e
- 2010-11 : D8, Pré-Honneur, Alger Gr 4, ?e
- 2011-12 : D8, Pré-Honneur, Alger Gr 3, 3e
- 2012-13 : D8, Pré-Honneur, Alger Gr 3, 6e
- 2013-14 : D8, Pré-Honneur, Alger Gr 3, 2e
- 2014-15 : D7, Honneur, Alger Gr 1, 12e
- 2015-16 : D8, Pré-Honneur, Alger Gr 3, 1er
- 2016-17 : D7, Honneur, Alger Gr 3, 10e
- 2017-18 : D7, Honneur, Alger Gr 3, 7e
- 2018-19 : D7, Honneur, Alger Gr 3, 3e
- 2019-20 : D7, Honneur 1, Alger Gr 2, 9e
- 2020-21 : D6, Saison Blanche
- 2021-22 : D6, Honneur 1, Alger Gr 2, ?e

### Parcours de l'OM Saint-Eugène en coupe d'Algérie
| Saison  | Tour             | Matchs          | Résultats |
| ------- | ---------------- | --------------- | --------- |
| 1962-63 | ?                | ?               | ?         |
| 1963-64 | 1/32 finale      | WO Rouiba       | 2-1       |
| 1964-65 | 1/32 finale      | USH Alger       | 2-1       |
| 1965-66 | 1/32 finale      | USM Alger       | 1-0       |
| 1966-67 | 1/4 finale       | JSM Skikda      | 1-0       |
| 1967-68 | 1/8 finale       | USM Annaba      | 3-1       |
| 1968-69 | 1/16 finale      | USH Constantine | 4-1       |
| 1969-70 | ?                | ?               | ?         |
| 1970-71 | ?                | ?               | ?         |
| 1971-72 | 1/32 finale      | O Médéa         | 1-0       |
| 1972-73 | ?                | ?               | ?         |
| 1973-74 | ?                | ?               | ?         |
| 1974-75 | ?                | ?               | ?         |
| 1975-76 | ?                | ?               | ?         |
| 1976-77 | ?                | ?               | ?         |
| 1977-78 | ?                | ?               | ?         |
| 1978-79 | ?                | ?               | ?         |
| 1979-80 | ?                | ?               | ?         |
| 1980-81 | ?                | ?               | ?         |
| 1981-82 | ?                | ?               | ?         |
| 1982-83 | ?                | ?               | ?         |
| 1983-84 | ?                | ?               | ?         |
| 1984-85 | ?                | ?               | ?         |
| 1985-86 | ?                | ?               | ?         |
| 1986-87 | ?                | ?               | ?         |
| 1987-88 | ?                | ?               | ?         |
| 1988-89 | ?                | ?               | ?         |
| 1989-90 | N.J              | N.J             | N.J       |
| 1990-91 | 1re T.R          | ASC Aïn Laloui  | ?         |
| 1991-92 | ?                | ?               | ?         |
| 1992-93 | N.J              | N.J             | N.J       |
| 1993-94 | ?                | ?               | ?         |
| 1994-95 | ?                | ?               | ?         |
| 1995-96 | ?                | ?               | ?         |
| 1996-97 | ?                | ?               | ?         |
| 1997-98 | ?                | ?               | ?         |
| 1998-99 | ?                | ?               | ?         |
| 1999-00 | ?                | ?               | ?         |
| 2000-01 | ?                | ?               | ?         |
| 2001-02 | ?                | ?               | ?         |
| 2002-03 | ?                | ?               | ?         |
| 2003-04 | ?                | ?               | ?         |
| 2004-05 | ?                | ?               | ?         |
| 2005-06 | ?                | ?               | ?         |
| 2006-07 | ?                | ?               | ?         |
| 2007-08 | ?                | ?               | ?         |
| 2008-09 | ?                | ?               | ?         |
| 2009-10 | ?                | ?               | ?         |
| 2010-11 | ?                | ?               | ?         |
| 2011-12 | ?                | ?               | ?         |
| 2012-13 | ?                | ?               | ?         |
| 2013-14 | ?                | ?               | ?         |
| 2014-15 | ?                | ?               | ?         |
| 2015-16 | ?                | ?               | ?         |
| 2016-17 | ?                | ?               | ?         |
| 2017-18 | ?                | ?               | ?         |
| 2018-19 | ?                | ?               | ?         |
| 2019-20 | avant dernier TR | DRB Baraki      | 3-0*      |
| 2020-21 | N.J              | N.J             | N.J       |
| 2021-22 | N.J              | N.J             | N.J       |
| 2022-23 |                  |                 |           |
| 2023-24 | Non Participer   |                 |           |

## Personnalités du club

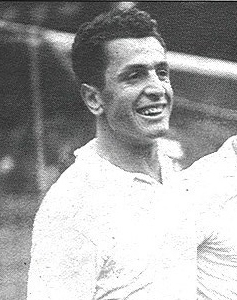
Zitouni, joueur en 1948-1952 puis 1963-1964.

### Joueurs emblématiques
- Hassen Tahir
- Kamel Tahir
- Zoubir Aouadj
- Mustapha Zitouni
- Hamid Zouba
- Dahmane Defnoun
- Kamel Tchalabi

## Structures du club

### Stade
Le club a toujours joué au stade Omar Hamadi de Bologhine où il possède toujours son siège ainsi que son cercle de supports.